# باتری آلومینیم–هوا
باتری‌های آلومینیم–هوا (به انگلیسی: Aluminium–air battery) (مخفف انگلیسی: Al–air) گونه‌ای از پیل‌های گالوانی اولیه هستند که در آن از واکنش اکسیژن موجود در هوا و آلومینیم، جریان الکتریکی تولید می‌شود. این نوع از باتری‌ها دارای توان بالا در جرم کمتر نسبت به پیل‌های هم نوع خود است. ولتاژ اسمی تولیدی این پیل ۱٫۲ ولت است. البته به دلیل قیمت بالای این نوع باتری‌ها و همچنین تولید محصولات جانبی در حین انجام واکنش، استفاده از آن چندان عمومیت پیدا نکرده است.

## واکنش‌های الکتروشیمیایی
- نیم واکنش آندی:

Al + 3OH− → Al(OH)3 + 3e− −1.677 V.
- نیم واکنش کاتدی:

O2 + 2H2O + 4e− → 4OH− +0.40 V.
باتری های آلومینیوم - هوا (باتری های آل هوا) از واکنش اکسیژن هوا با آلومینیوم برق تولید می کنند. آنها یکی از بالاترین چگالی انرژی را در بین تمام باتری ها دارند، اما به دلیل مشکلات در هزینه بالای آن و حذف محصول جانبی هنگام استفاده از الکترولیت های سنتی، از آنها زیاد استفاده نمی‌شود. این امر استفاده از آنها را فقط به کاربردهای نظامی محدود کرده است. با این حال، یک وسیله نقلیه الکتریکی با باتری های آلومینیوم تا هشت برابر باتری یون‌لیتیم با وزن کلی قابل توجهی پتانسیل دارد.
باتری های آلومینیوم و هوا سلول های اصلی هستند، به عنوان مثال، غیر قابل شارژ هستند. هنگامی که آند آلومینیوم در اثر واکنش با اکسیژن اتمسفر در یک کاتد غوطه ور در الکترولیت پایه آب مصرف شد و اکسید آلومینیوم هیدراته را ایجاد کرد، باتری دیگر برق تولید نمی‌کند. با این حال، می توان باتری را با آندهای آلومینیوم جدید ساخته شده از بازیافت اکسید آلومینیوم هیدراته، به صورت مکانیکی شارژ کرد. در صورت استفاده گسترده از باتری های آلومینیوم و هوا، چنین بازیافتی ضروری است.
چند دهه است که وسایل نقلیه مجهز به آلومینیوم مورد بحث و بررسی قرار گرفته اند. هیبریدیزاسیون هزینه ها را کاهش می دهد و در سال 1989 آزمایش های جاده ای باتری آلومینیوم هوا / سرب اسید هیبریدی در یک وسیله نقلیه الکتریکی گزارش شد. یک مینی ون پلاگین هیبریدی پلاگین آلومینیومی در سال 1990 در انتاریو به نمایش درآمد. 
در مارس 2013 ، Phinergy نمایش تصویری اتومبیل الکتریکی را با استفاده از سلولهای آلومینیوم هوا با استفاده از کاتد مخصوص و هیدروکسید پتاسیم در 330 کیلومتر رانندگی کرد. در تاریخ 27 مه 2013 ، شبکه خبری اسرائیلی 10 شب اخباری را نشان داد که یک ماشین با باتری Phinergy در عقب قرار دارد و ادعا می کند که برد 2000 کیلومتر (1200 مایل) قبل از جایگزینی آندهای آلومینیومی لازم است.
الکتروشیمی
نیمه واکنش اکسیداسیون آند 
Al + 3OH−→ Al(OH) 3 + 3e− −2.31 V.
نیمه واکنش کاهش کاتد 
O2+ 2H2O + 4e− → 4OH−+0.40 V.
واکنش کل 
4Al + 3O2 + 6H2O → 4Al(OH) 3 +2.71 V.
اختلاف پتانسیل حدود 1.2 ولت با این واکنش ها ایجاد می شود و در صورت دستیابی به هیدروکسید پتاسیم به عنوان الکترولیت در عمل امکان پذیر است. الکترولیت آب شور تقریباً 0.7 ولت در هر سلول را بدست می آورد.
ولتاژ خاص سلول می تواند در وابستگی به ترکیب الکترولیت و همچنین ساختار و مواد کاتد متفاوت باشد.

## تجاری سازی
آلومینیوم به عنوان "سوخت" وسایل نقلیه توسط یانگ و کنیکل مورد مطالعه قرار گرفته است. در سال 2002 آنها نتیجه گرفتند:
سیستم باتری Al / air می تواند انرژی و انرژی کافی برای دامنه های رانندگی و شتاب مشابه اتومبیل های دارای بنزین تولید کند ... هزینه آلومینیوم به عنوان آند تا زمانی که محصول واکنش بازیافت شود می تواند به 1.1 دلار در هر کیلوگرم آمریکا برسد . کل بازده سوخت در طی فرایند چرخه در وسایل نقلیه الکتریکی آلومینیوم / هوا (EVs) می تواند 15% (مرحله فعلی) یا 20% (پیش بینی شده) باشد، قابل مقایسه با وسایل نقلیه موتور احتراق داخلی (ICE13%). چگالی انرژی باتری طراحی شده 1300 Wh / kg (موجود) یا 2000 Wh / kg (پیش بینی شده) است. هزینه سیستم باتری انتخاب شده برای ارزیابی 30 دلار / کیلووات (مرحله فعلی) یا 29 دلار / کیلووات آمریکا (پیش بینی شده) است. 
برای ایجاد باتریهای هوای مناسب برای وسایل نقلیه الکتریکی هنوز مشکلات فنی حل شده است. آندهای ساخته شده از آلومینیوم خالص توسط الکترولیت خورده می شوند ، بنابراین آلومینیوم معمولاً با قلع یا عناصر دیگر آلیاژ می شود. آلومینای هیدراته شده که در اثر واکنش سلول ایجاد می شود ماده ای ژل مانند را در آند تشکیل می دهد و میزان تولید برق را کاهش می دهد. این مسئله ای است که در کار توسعه سلولهای هوای هوایی مورد توجه قرار گرفته است. به عنوان مثال ، افزودنیهایی که آلومینا را بعنوان پودر و نه ژل تشکیل می دهند ، تولید شده اند.
کاتدهای هوای مدرن از یک لایه واکنشی از کربن با یک جمع کننده جریان شبکه نیکل ، یک کاتالیزور (به عنوان مثال کبالت) و یک فیلم PTFE آبگریز متخلخل تشکیل شده است که از نشت الکترولیت جلوگیری می کند. اکسیژن موجود در هوا از طریق PTFE عبور کرده و سپس با آب واکنش داده و یون های هیدروکسید ایجاد می کند. این کاتدها به خوبی کار می کنند اما گران هستند.
ماندگاری باتری های سنتی بادی سنتی محدود بود زیرا آلومینیوم در زمان استفاده از باتری با الکترولیت واکنش نشان داد و هیدروژن تولید کرد - اگرچه این امر در طراحی های مدرن دیگر وجود ندارد. با ذخیره الکترولیت در مخزن خارج از باتری و انتقال آن به باتری در صورت نیاز به استفاده، می توان از این مشکل جلوگیری کرد.
از این باتری ها می توان به عنوان مثال، به عنوان باتری ذخیره در مراکز تلفن و به عنوان منبع تغذیه پشتیبان استفاده کرد.
باتری های آلومینیوم - هوا ممکن است به دلیل داشتن تراکم انرژی بالا ، هزینه کم و فراوانی آلومینیوم، بدون انتشار در محل استفاده (قایق ها و کشتی ها) به یک راه حل موثر برای کاربردهای دریایی تبدیل شوند. Phinergy Marine ، RiAlAiRو چندین شرکت تجاری دیگر در حال کار بر روی برنامه های تجاری و نظامی در محیط دریایی هستند.